# Onychocorycaeus pacificus
Onychocorycaeus pacificus is een eenoogkreeftjessoort uit de familie van de Corycaeidae. De wetenschappelijke naam van de soort is voor het eerst geldig gepubliceerd in 1894 door Dahl F..